# تانک سنگین
تانک سنگین (انگلیسی: Heavy tank) کلاسی از تانک بود، که در خلال جنگ جهانی اول تولید شد و تا پایان جنگ سرد مورد استفاده قرار می‌گرفت. این تانک‌ها اغلب تحرک و قدرت مانور را فدای حفاظت زرهی بهتر و قدرت آتش برابر یا بیشتر نسبت به تانک‌های کلاس سبک‌تر می‌کردند. از تانک‌های سنگین می‌توان به تی-۱۰ و تایگر ۱ اشاره کرد.
تانک‌های سنگین بیشترین موفقیت، هرچند محدود، خود را در نبرد با تانک‌های سبک‌تر و نابودی استحکامات به دست آوردند. تانک‌های سنگین اغلب در نقش‌های تعیین‌شده خود، نبردهای محدودی را تجربه می‌کردند، در عوض به سنگرهای متحرک یا مواضع دفاعی تبدیل می‌شدند، مانند تانک‌های تایگر ۱ و تایگر ۲ آلمانی یا تانک‌های کی‌وی و آی‌اس شوروی.